# New Yorker (компанія)
New Yorker (укр. Нью Йо́ркер, стилізовано NewYorker) – німецький роздрібний продавець одягу зі штаб-квартирою в Брауншвейгу та понад тисячею магазинів на 3 континентах, орієнтована в першу чергу на цільову групу від 12 до 39 років. 
Компанія налічує понад 21 000 співробітників і в 2016 році була одним із 17 найбільших роздрібних продавців текстилю в Німеччині. До листопада 2022 року компанія керувала 1150 торговими точками через власні філії в 47 країнах.
Асортимент складається з власних брендів fishbone або стилізовано як FSBN, smog, ICONO і Black Squad (чоловічий одяг), а також fishbone sister і amisu (жіночий одяг) і censored (білизна і купальники).

## Історія
У 1971 році Тілмар Гансен і Майкл Сімсон відкрили перший заклад New Yorker, ним був магазин джинсів у центрі Фленсбурга. Трохи пізніше до компанії приєднався нинішній керуючий директор Фрідріх Кнапп, який на той час також керував магазином деніму в Брауншвейгу. Троє зрештою заснували SHK-Jeans GmbH і відкрили свої перші магазини по всій Німеччині в 1970-х і 1980-х роках. У 1990 році Сімсон покинув компанію і підтримував контакти з компанією лише як власник кількох об'єктів нерухомості, в яких були розташовані торгові точки New Yorker. У 1992 році була представлена марка «Fishbone», яка складалася з жіночої та чоловічої лінії. Через два роки, у 1994 році, було відкрито перший закордонний магазин, в Лінці, Австрія. Опинившись за кордоном, компанія продовжувала швидко розвиватися. Починаючи з 1998 року з додаванням магазинів у Чехії та Польщі. 1 вересня 2001 року засновник Тілмар Хансен отримав виплату і покинув компанію.
Для великого магазину в центрі міста Брауншвейг у 2007 році на фасаді була встановлена світлодіодна стіна площею 85 квадратних метрів, на якій, окрім власної реклами компанії, розміщувалися культурні, спортивні та музичні заходи, новини, тощо. Також проект передбачав реконструкцію самої будівлі, яка після оновлення стане «магазином молодіжної моди». У серпні 2008 року було засновано українську філію ТОВ «Нью Йоркер Україна». 8 квітня 2011 року було відкрито перший магазин мережі в торгівельно-розважальному центрі SkyMall у Києві.
З листопада 2011 року New Yorker став одноосібним власником FFC Sportmanagement GmbH & Co. KG, яка управляє командою з американського футболу New Yorker Lions.
У 2014 році майже 2/3 продажів компанії було згенеровано за кордоном. Станом на березень 2017 року кількість торгових точок компанії перевищила 1000 у 40 країнах. До весни 2022 року New Yorker розширив свій ринок продажів до понад 1150 магазинів у 47 країнах.

## Критика
У лютому 2015 року компанія зіткнулася з звинуваченнями в конкретних діях проти створення виробничих рад. Про це повідомляє Frankfurter Rundschau у зв'язку із закриттям філії в Оффенбах-на-Майні. Кажуть, що тамтешню філію було виділено у зовнішню компанію (New Yorker Outlet GmbH) невдовзі після того, як було засновано та зрештою ліквідовано робочу раду.
У листопаді 2017 року про офшорну діяльність компанії стало відомо в рамках дослідження “Paradise Papers”. Відповідно, була зроблена спроба експлуатувати літаки компанії для цілей оподаткування на Кайманових островах через посередників.

## Магазини
| Країна               | Кількість магазинів |
| -------------------- | ------------------- |
| Німеччина            | 290                 |
| Австрія              | 91                  |
| Польща               | 89                  |
| Росія                | 74                  |
| Чехія                | 71                  |
| Франція              | 51                  |
| Румунія              | 45                  |
| Угорщина             | 37                  |
| Швейцарія            | 34                  |
| Словаччина           | 34                  |
| Іспанія              | 29                  |
| Нідерланди           | 28                  |
| Швеція               | 26                  |
| Хорватія             | 24                  |
| Фінляндія            | 21                  |
| Сербія               | 20                  |
| Саудівська Аравія    | 19                  |
| Словенія             | 18                  |
| Україна              | 16                  |
| Болгарія             | 14                  |
| Боснія і Герцеґовина | 13                  |
| Естонія              | 11                  |
| Норвегія             | 11                  |
| Італія               | 10                  |
| Латвія               | 9                   |
| Португалія           | 8                   |
| Бельгія              | 7                   |
| Казахстан            | 7                   |
| Литва                | 7                   |
| Азербайджан          | 6                   |
| Данія                | 5                   |
| Грузія               | 5                   |
| Чорногорія           | 5                   |
| Вірменія             | 4                   |
| Білорусь             | 3                   |
| Єгипет               | 3                   |
| Косово               | 3                   |
| Люксембург           | 3                   |
| Македонія            | 3                   |
| Марокко              | 3                   |
| Катар                | 4                   |
| ОАЕ                  | 4                   |
| Ісландія             | 2                   |
| Албанія              | 1                   |
| Молдова              | 1                   |
| Оман                 | 1                   |
| Сирія                | 1                   |